# متحف الملكة صوفيا المركزي الوطني للفنون
متحف الملكة صوفيا المركزي الوطني للفنون، هو متحف وطني للفنون، منذ القرن العشرين في إسبانيا، وهو متحف الفن الوطني الأسباني، ويُعرف أيضًا باسم متحف ماريا رينا صوفيا أو متحف الملكة صوفيا أو رينا صوفيا أو رينا. افتتح المتحف رسمياً في 10 سبتمبر 1992. سمي المتحف باسم الملكة صوفيا.

## الموقع
يقع في مدريد، بالقرب من محطات قطار ومترو اتوتشا، في الطرف الجنوبي لما يسمى بـ «المثلث الذهبي للفنون» (الذي يقع على طول باسيو ديل برادو، ويضم أيضًا متحف ديل برادو ومتحف تايسن بورنيميسزا).

## اختصاص المتحف
المتحف مخصص بشكل رئيسي للفن الإسباني. ويعتبر من أبرز معالم المتحف مجموعات ممتازة من أفضل السادة من أساطير القرن العشرين في إسبانيا، وهما بابلو بيكاسو وسلفادور دالي. ومن المؤكد أن أشهر تحفة في المتحف هي لوحة بيكاسو غرنيكا.
يقدم المتحف، إلى جانب مجموعته الواسعة، مزيجا من المعارض المؤقتة الوطنية والدولية في العديد من المعارض، مما يجعله أحد أكبر المتاحف في العالم للفن الحديث والمعاصر.
كما يستضيف مكتبة مجانية تتخصص في الفن، مع مجموعة من أكثر من 100000 كتاب، وأكثر من 3500 تسجيل صوتي، وحوالي 1000 مقطع فيديو.

## انظر ايضًا
- الملكة صوفيا